# Pensamiento Inventivo Sistemático
El Pensamiento Inventivo Sistemático o Pensamiento Sistemático Inventivo (Systematic Inventive Thinking por sus siglas en inglés) es un método de pensamiento desarrollado en Israel a mediados de la década de 1990. Derivado de la disciplina de ingeniería TRIZ de Genrich Altshuller, el SIT es un enfoque práctico para la creatividad, la innovación y la resolución de problemas, que se ha convertido en una metodología reconocida para la innovación. En el corazón del método SIT se encuentra una idea central adoptada de la TRIZ de Genrich Altshuller, también conocida como Teoría de la Resolución Inventiva de Problemas (TIPS): que las soluciones inventivas comparten patrones comunes. 
Jacob Goldenberg y Drew Boyd publicaron el libro ‘Inside the Box – A Proven System for Creative Problem-Solving‘ (Dentro de la caja – Un sistema probado de creatividad para resultados innovadores) y su trabajo constituye la base del método SIT tal y como existe hoy en día.
Este método ha sido utilizado exitosamente en grandes empresas como GE, AXA, Philips, Bayer, BASF, Unilever, Johnson & Johnson, HAVI Logistics entre otras. A nivel Latinoamérica, ha sido usada por Grupo Bolívar, América Móvil (Claro Colombia), entre otras. Daviplata, un producto del Banco Davivienda, es una innovación disruptiva que fue creada usando esta metodología.

## Principios

### El mundo cerrado: pensar dentro de la caja
La condición de mundo cerrado es crucial para la metodología de SIT. El primer paso para usar SIT es definir el mundo del problema. Una vez definido, quien resuelve el problema sabe que todos los componentes para la solución están a su disposición y que la solución simplemente requiere la reorganización de los objetos existentes. Es una metodología que se basa en el principio de que la innovación no tiene que surgir desde cero. En lugar de ello, este enfoque utiliza los recursos existentes en el sistema para generar nuevas soluciones. Esto aporta gran enfoque y potencia al método. 
La condición de mundo cerrado aborda la similitud entre el mundo del problema y el mundo de la solución. Esta condición estipula que, al desarrollar un nuevo producto o al abordar un problema, se deben utilizar únicamente los elementos ya existentes en el producto/problema o en el entorno inmediato. Esta condición obliga a depender de los recursos ya disponibles, en lugar de "importar" nuevos recursos externos para la solución. La condición de mundo cerrado a menudo provoca resistencia, ya que contradice algunas de las intuiciones más comunes sobre el pensamiento creativo, especialmente la noción omnipresente de "pensar fuera de la caja" la cual indica que para producir ideas nuevas y diferentes, es necesario ir más allá de los patrones de pensamiento habituales, hacia un universo situado fuera de la caja metafórica.
La condición de mundo cerrado, en cambio, obliga a encontrar una solución creativa limitando considerablemente el abanico de posibilidades. Dado que el alcance de posibilidades está limitado, no queda más remedio que reconsiderar las relaciones entre los elementos del problema y prestarles más atención: su disposición en el espacio y el tiempo, sus funciones asignadas y su necesidad.
Por lo tanto, la condición de mundo cerrado permite llegar a soluciones innovadoras (diferentes de lo habitual) y sencillas (basadas en elementos existentes y conocidos).

## Cinco herramientas de pensamiento

### 1. Sustracción
Retirar un componente esencial de un producto y encontrar usos para la nueva disposición de los componentes existentes. Esta disposición abstracta se conoce como "producto virtual".

### 2. Multiplicación
Añadir a un producto un componente del mismo tipo que uno existente. El componente añadido debe modificarse de alguna manera. Las dos palabras clave para esta herramienta son: 1) más y 2) diferente. Estas representan las dos etapas de su aplicación: 1) añadir más copias de algo existente en el producto y 2) modificar esas copias según algún parámetro.

### 3. División
Dividir el producto o sus componentes y reorganizarlos para formar un nuevo producto. El uso de esta herramienta obliga a considerar diferentes estructuras, ya sea a nivel del producto/servicio en su conjunto o a nivel de un componente individual. Dividir un producto en varias partes da la libertad de reconstruirlo de muchas maneras nuevas; aumenta nuestro grado de libertad para trabajar con la situación.

### 4. Unificación de tareas
Asignar una tarea nueva y adicional a un recurso existente. Las culturas menos prósperas son más propensas a adoptar la mentalidad de unificación de tareas. Por ejemplo, los beduinos utilizan camellos para diversas tareas: transporte, moneda, leche, piel para tiendas, sombra, protección contra el viento y quema de heces como combustible. Las sociedades más prósperas tienden a desechar recursos.

### 5. Dependencia de atributos
Crear y disolver dependencias entre las variables de un producto. La dependencia de atributos funciona con variables en lugar de componentes. Las variables son fáciles de identificar como aquellas características que pueden cambiar dentro de un producto o componente (por ejemplo, color, tamaño, material).